# Râul Stroiești, Lețcani
Râul Stroiești (cunoscut și sub denumirile de Râul Stroești sau Râul Cabuja este un curs de apă, afluent al râului Lețcani.